# Чемпіонат Азії та Океанії з хокею із шайбою серед юніорів 1995
Чемпіонат Азії та Океанії з хокею із шайбою серед юніорів 1995 — 12-й розіграш чемпіонату Азії та Океанії з хокею серед юніорських команд. Чемпіонат проходив у японському місті Обіхіро. Турнір проходив з 20 по 23 березня 1995 року.

## Підсумкова таблиця
| М | Команда        | І | В | Н | П | ШЗ | ШП | Різ | О |
| - | -------------- | - | - | - | - | -- | -- | --- | - |
|   | Японія         | 3 | 2 | 0 | 1 | 14 | 7  | +7  | 4 |
|   | Казахстан      | 3 | 2 | 0 | 1 | 15 | 10 | +5  | 4 |
|   | КНР            | 3 | 1 | 0 | 2 | 6  | 16 | -10 | 2 |
| 4 | Південна Корея | 3 | 1 | 0 | 2 | 12 | 14 | -2  | 2 |

Фейр-Плей здобула збірна Китаю.

## Результати
- Японія 7 – 0  КНР
- Південна Корея 4 – 7  Казахстан
- КНР 5 – 3  Південна Корея
- Японія 5 – 2  Казахстан
- Казахстан 6 – 1  КНР
- Японія 2 – 5  Південна Корея